# Piotr Francuz
Piotr Jan Francuz (ur. 2 października 1960 w Bielsku-Białej, zm. 14 listopada 2020 w Tomaszowie Lubelskim) – polski psycholog, dr hab. nauk humanistycznych, profesor i dyrektor Instytutu Psychologii Wydziału Nauk Społecznych Katolickiego Uniwersytetu Lubelskiego Jana Pawła II.

## Życiorys
Był absolwentem III Liceum Ogólnokształcącego im. Stefana Żeromskiego w Bielsku-Białej. W 1984 ukończył studia psychologiczne na Katolickim Uniwersytecie Lubelskim Jana Pawła II. W styczniu 1990 obronił pracę doktorską Funkcja ilościowych i jakościowych cech w kategoryzacji przedmiotów napisaną pod kierunkiem Zdzisława Chlewińskiego, 22 grudnia 2003 habilitował się na podstawie pracy zatytułowanej Rozumienie przekazu telewizyjnego. Psychologiczne badania telewizyjnych programów informacyjnych. 17 lutego 2015 nadano mu tytuł profesora w zakresie nauk społecznych.
Od 2003 kierował Katedrą Psychologii Eksperymentalnej, w 2012 został dyrektorem Instytutu Psychologii Wydziału Nauk Społecznych Katolickiego Uniwersytetu Lubelskiego Jana Pawła II, od 2015 był członkiem Komitetu Psychologii Polskiej Akademii Nauk.
W latach 2007–2010 był wiceprezesem Polskiego Towarzystwa Komunikacji Społecznej.
W 2008 został odznaczony Krzyżem Kawalerskim Orderu Odrodzenia Polski, w 2014 Medalem Komisji Edukacji Narodowej. W 2014 otrzymał przyznawana przez miesięcznik Charaktery Nagrodę Teofrasta, w 2016 Nagrodę Wydziału I Nauk Humanistycznych i Społecznych PAN im. Władysława Witwickiego.
Zmarł 14 listopada 2020.